# دانشگاه سلیمانیه
دانشگاه سلیمانیه در شهر سلیمانیه که مرکز استان سلیمانیه در اقلیم کردستان است، واقع شده‌است. پردیس اصلی این دانشگاه در سلیمانیه و پردیس‌های اقماری آن در شهرهای خانقین، کلار، حلبجه و چمچمال تأسیس شده‌اند. این دانشگاه قدیمی‌ترین دانشگاه در کردستان است و مادر دانشگاه‌های اقلیم کردستان است. این دانشگاه در ابتدا شامل دانشکده‌های علوم پزشکی، کشاورزی، هنر، علوم و مهندسی بود اما با افزایش میل به تحصیل در منطقه تعداد دانشکده‌های آن به سرعت افزایش یافت.

## تاریخچه
این دانشگاه توسط پروفسور محمد محمدصالح‌بیگ (استاد تاریخ معاصر اروپا، تاریخ انگلیس و علوم سیاسی در دانشگاه لندن) در سال ۱۹۶۸ میلادی تأسیس شد. ایده اولیه آن در سال ۱۹۵۷ پس از فارغ‌التحصیلی از دانشگاه شیکاگو شکل گرفت. در سال ۱۹۸۱ رژیم بعث این دانشگاه را به خاطر فعالیت‌های سیاسی علیه رژیم، تعطیل کرد. به همین دلیل دانشگاه سلیمانیه به ناچار به شهر اربیل منتقل شد و نام آن نیز به دانشگاه صلاح‌الدین-اربیل تغییر یافت. با این وجود این دانشگاه پس از اعلام خودمختاری کردستان و در سال ۱۹۹۲ با تلاش‌های بسیار زیاد مردم سلیمانیه بار دیگر در روز ۱۴ نوامبر ۱۹۹۲ دوباره بازگشایی شد.

## دانشکده‌ها
دانشگاه سلیمانیه شامل ۱۱ دانشکده است. دانشجویان مدرک تحصیلی کارشناسی و کارشناسی ارشد خود را در رشته‌های متنوع دریافت می‌کنند. دانشکده‌های این دانشگاه عبارتند از:
- دانشکده علوم کشاورزی
- دانشکده اقتصاد
- دانشکده دامپزشکی
- دانشکده مهندسی
- دانشکده مدیریت
- دانشکده قانون و سیاست
- دانشکده زبان و انسان‌شناسی
- دانشکده علوم پزشکی
- دانشکده فیزیک و علوم پایه
- دانشکده علوم تربیتی
- دانشکده انسان‌شناسی (سید صادق)[۲]

## سایت رسمی
http://univsul.edu.iq/